# Dornier Do 14
Dimensions
Le Do 14, était un prototype d'hydravion allemand, en métal, monomoteur, à aile haute. 

## Histoire
Ce prototype commandé par la Lufthansa est équipé de deux moteurs situés dans le fuselage qui entraînent une hélice propulsive tripale située au-dessus de l'aile centrale au travers d'une boîte de vitesses. Sa longue phase de développement de 5 années fait qu'il est déjà dépassé technologiquement au moment de son premier vol en 1936. Le seul exemplaire construit ne dépasse pas le stade de prototype : ses moteurs sont déposés en 1937 et il est ferraillé en 1939,.